# (6212) Franzthaler
(6212) Franzthaler ist ein Asteroid des Hauptgürtels, der am 23. Juni 1993 vom US-amerikanischen Astronomen Michael Nassir am Palomar-Observatorium (IAU-Code 675) auf dem Gipfel Palomar Mountain etwa 80 Kilometer nordöstlich von San Diego in Kalifornien entdeckt wurde.
Der Asteroid wurde am 12. Januar 2017 nach dem Südtiroler Autor, Federkielsticker Franz Thaler (1925–2015) benannt, der das KZ Dachau und das KZ Hersbruck überlebte und dessen Memoiren Unvergessen in Südtirol maßgeblich zur Auseinandersetzung mit der NS-Zeit und zur Entstehung einer kritischen Erinnerungskultur beitrugen.